# The Stone Roses (musikalbum)
The Stone Roses är det första studioalbumet av den brittiska rockgruppen The Stone Roses. Skivan släpptes 1989 på skivmärket Silvertone Records och räknas som ett av de viktigaste albumen inom  Madchester-scenen. I Storbritannien har skivan flera gånger under 2000-talet nått topp 40-placering på UK Albums Chart och nått högre listplaceringar än det ursprungligen gjorde 1989. Skivomslaget designades av gruppens gitarrist John Squire.

## Låtlista
Originalutgåvan
Alla låtar skrivna av Ian Brown och John Squire
1. "I Wanna Be Adored" - 4:52
2. "She Bangs the Drums" - 3:42
3. "Waterfall" - 4:37
4. "Don't Stop" - 5:17
5. "Bye Bye Badman" - 4:00
6. "Elizabeth My Dear" - 0:59
7. "(Song for My) Sugar Spun Sister" - 3:25
8. "Made of Stone" - 4:10
9. "Shoot You Down" - 4:10
10. "This Is the One" - 4:58
11. "I Am the Resurrection" - 8:12

Skivan gavs 1991 ut i ytterligare versioner där låtarna "Elephant Stone" och "Fool's Gold" ingick.

## Medverkande
The Stone Roses
- Ian Brown – sång
- Mani – bas
- Reni – trummor, bakgrundssång, piano på "She Bangs the Drums"
- John Squire – gitarr, målningar

Tekniker
- Peter Hook – produktion av "Elephant Stone"
- John Leckie – produktion, ljudmix av "Elephant Stone"
- Paul Schroeder – ljudtekniker

## Listplaceringar
- Billboard 200, USA: #86[1]
- UK Albums Chart, Storbritannien: #19[2]
- VG-lista, Norge: #12[3]
- Topplistan, Sverige: #30[4]